# 大韓民國大統領印
大統領印（韓語：대통령인／大統領印）是大韓民國總統所使用的印章，該印章同大韓民國國璽，在第一版時使用漢文字體，後來則改用諺文字體。

## 版本

早期漢字版總統印
現正使用中的總統印章

## 圖庫

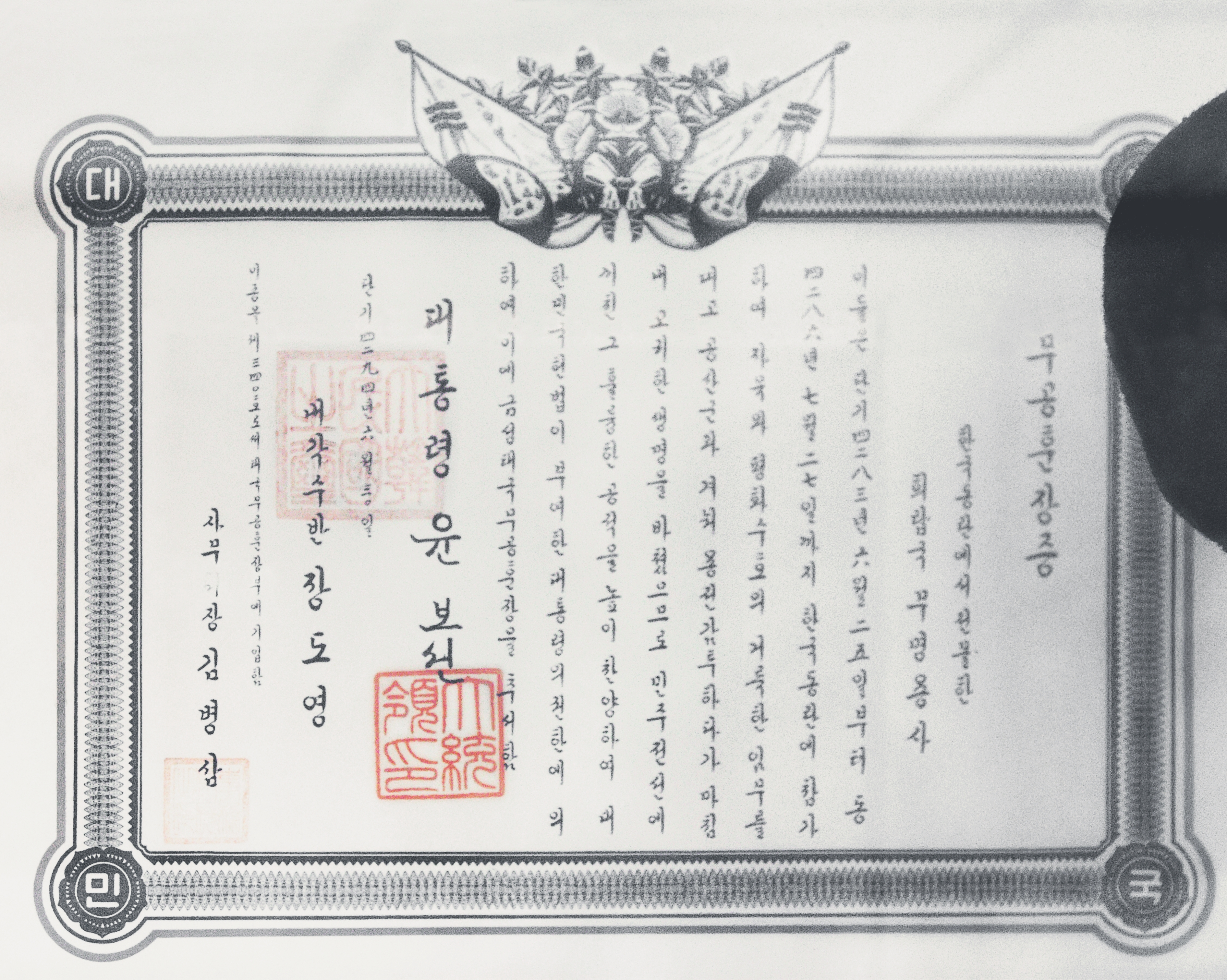
早期蓋有漢字版總統印的太極武功勋章的勳賞狀，左上角蓋有漢字版的大韓民國國璽。
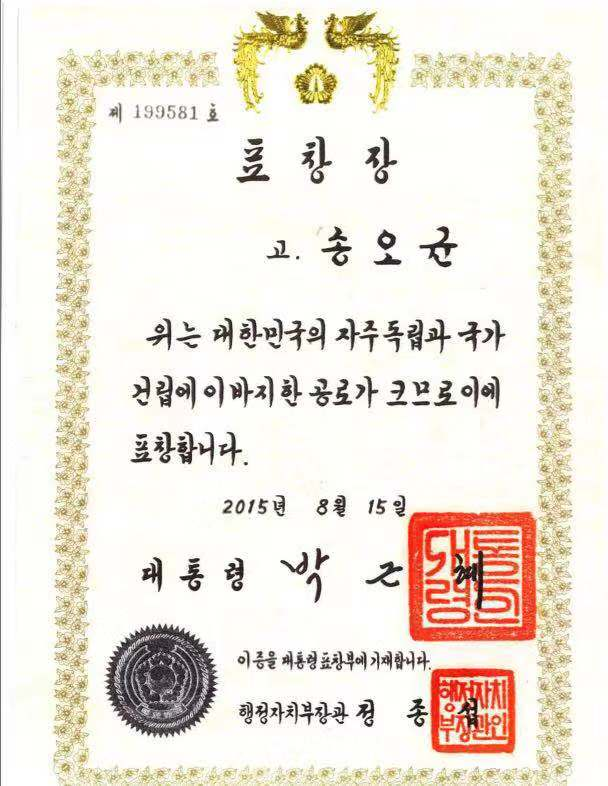
由時任總統朴槿惠所頒發的賞狀，蓋有現代諺文版本的總統印章。